# Эль-Соплао
Эль-Соплао (исп. Cueva el Soplao) — пещера, расположенная на территории муниципалитетов Вальдалига, Рионанса и Эррериас в Кантабрии, Испания. Известна своими хемогенными отложениями, формирование которых началось ещё во времена мезозоя, и, особенно, в меловой период 240 млн лет назад. Общая длина ходов пещеры составляет 17 км, высота входа 540 м.

## История открытия
Территория Сьерра-де-Арнеро, где расположена пещера, впервые привлекла внимание геологов в середине XIX века, когда начались исследования горнодобывающих компаний на территории Кантабрии, искавших залежи цинка. Именно тогда, одна из таких компаний, Grupo Minero de La Florida, начала горную добычу в районе Сьерра-де-Арнеро, введя в эксплуатацию шахту La Isidra. Между 1908—1910 годами, во время расширения подземного туннеля, рабочие и обнаружили пустоту, оказавшуюся пещерой со многими гротами и проходами. Впоследствии, горнодобывающая компания использовала пещеру как естественный туннель для вентиляции шахт и транспортного сообщения.
В 1975 году восемь человек из Кантабрийского спелеологического клуба впервые исследовали пещеру, и дали ей, под впечатлением от увиденного, современное название — Эль-Соплао.
1 июля 2005 года Правительство Кантабрии открыло часть проходов и галерей для посещения, с целью дальнейшего исследования остатков материальной культуры в данных местах и привлечения туристов.
В 2000-х годах в пещере были обнаружены останки неизвестных насекомых, а также растений, чей возраст превышает 110 млн лет. По словам Рафаэля Лосано, учёного из Института геологии и горной добычи Испании (исп.), Эль-Соплао «находка для научного сообщества».